# Нарвская ратуша
Нарвская ратуша (эст. Narva raekoda) — памятник истории и архитектуры в Нарве, в самом центре города. Современный адрес — Ратушная площадь, 1.
Была построена по инициативе шведского королевского двора. За основу взят проект Г. Тейфеля. Первоначально строение было задумано в стиле барокко, но при утверждении проекта в Стокгольме в него были внесены изменения, и здание ратуши строилось уже в стиле голландского классицизма. Строительные работы начались в 1668 году под руководством Захариаса Хоффмана-младшего и Юргена Бишоффа и продолжались три года.
В архитектурном плане ратуша представляла собой каменное 3-этажное здание, выполненное из плитняка, с высоким цокольным этажом, два этажа с тосканскими пилястрами и 3-й полуэтаж над колоннами. Центр фасада не имел пилястр, треугольный щипец с часами служил как бы продолжением и завершением плоской стены. Конёк остроконечной четырёхскатной крыши украшала башня с двумя галереями. Шпиль башни венчал кованый флюгер в виде журавля, опирающегося на яблоко (работа мастера Грабена). К главному входу вела двойная лестница с ажурной решёткой. Рисунок решётки содержал в себе элементы нарвского герба (рыбы, меч и ядра). Вход в ратушу украшал портал, изготовленный, предположительно, Н. Миллихом. Он включал в себя герб города, обрамлённый пальмовыми листьями, и три аллегорические фигуры, символизирующие три основных принципа, по которым должны были вестись дела в ратуше: Справедливость, Мудрость и Умеренность.
В интерьере на 1-м этаже находился большой холл, перекрытый расписными балками. По обеим сторонам располагались ряды комнат. Лестница на заднем плане вестибюля вела на второй этаж, где находился большой зал заседаний магистрата (позже думы). В северной части 2-го этажа находилась комната суда высшей инстанции, канцелярия и зала ожидания, в южном крыле, соответствующие помещения суда низшей инстанции и торговая палата. В цокольном этаже располагались палата мер и весов, тюрьма и подсобные помещения.
Как и весь Старый город, здание ратуши пострадало в 1944 году в ходе Второй мировой войны и восстановлено в период с 1960 по 1963 годы. Отреставрированы фасады и портал, наружная лестница с ограждением, расписной балочный потолок в вестибюле, парадная лестница, барочный шлем башни. В советское время в здании располагался дворец пионеров.  С 2019 года здание пустовало, а в 2022 году начаты строительные работы по реконструкции здания.
В 2023 году завершилась комплексная реставрация Нарвской ратуши. Здание Нарвской ратуши вернуло себе статус административного здания города(в него переехало Нарвское горсобрание) и одновременно должно превратиться в объект туризма. Внутренняя планировка здания разделена на две части – на историческую северную и современную южную. В северной части здания в максимально возможной степени восстановлена историческая планировка здания, внутреннее убранство помещений выполнено на представительском уровне с исторической обстановкой. В южной части сохранилась система коридоров, созданная в ходе реставрационных работ 1960-х годах.
- Ратуша в 1997 г.
- Башня с флюгером
- Вестибюль
- Ограждение лестницы
- Украшение портала